# Le Haugar
Le Haugar (francès Le Fauga) és un municipi del departament francès de l'Alta Garona, a la regió d'Occitània.